# ヴィッラール・サン・コスタンツォ
ヴィッラール・サン・コスタンツォ（伊: Villar San Costanzo）は、イタリア共和国ピエモンテ州クーネオ県にある、人口約1,500人の基礎自治体（コムーネ）。

## 地理

### 位置・広がり
| 隣接するコムーネは以下の通り。 - ブスカ - ドロネーロ - ロッカブルーナ |

#### 地震分類
イタリアの地震リスク階級 (it) では、3s に分類される
。

## 行政

### 分離集落
ヴィッラール・サン・コスタンツォには、以下の分離集落（フラツィオーネ）がある。
- Artesio, Morra, Rivoira

## 姉妹都市
- Rosières、フランス